# Nghĩa trang Forest Lawn (Glendale)
Nghĩa trang Forest Lawn (tiếng Anh: Forest Lawn Memorial Park, Công viên tưởng niệm Forest Lawn) là một nghĩa trang tư nhân ở Glendale, quận Los Angeles, Hoa Kỳ. Đây là một trong số các nghĩa trang thuộc quyền sở hữu của công ty Forest Lawn, cái tên thay thế "memorial park" ("công viên tưởng niệm") cũng là cách gọi chung của công ty này cho các nghĩa trang ở Nam California thuộc quyền sở hữu của họ. Nằm ở Los Angeles, nghĩa trang Forest Lawn đã trở thành nơi an nghỉ của rất nhiều nhân vật nổi tiếng trong ngành công nghiệp giải trí Hoa Kỳ cùng nhiều người Mỹ tên tuổi khác.

## Lịch sử
Forest Lawn được thành lập năm 1906 với tư cách nghĩa trang phi lợi nhuận bởi một nhóm doanh nhân người San Francisco. Tới năm 1912 Hubert Eaton và C. B. Sims tham gia mua lại quyền quản lý nghĩa trang và tới năm 1917 thì Eaton chính thức nắm quyền điều hành, ông được coi như người thành lập nghĩa trang này vì những sáng kiến mang tính đột phá trong việc tổ chức các hoạt động ở đây. Tin tưởng vào cuộc sống vui vẻ sau khi chết, Eaton quyết tâm biến nghĩa trang từ một địa điểm an táng u buồn trở thành một công viên đích thực mang ý nghĩa tưởng niệm những người đã khuất. Các khu vực của nghĩa trang được Eaton đặt cho những cái tên rất đẹp như Eventide (Chiều hôm), Babyland (Vùng đất trẻ thơ, nơi chôn cất trẻ nhỏ) hay Sweet Memories (Kỷ niệm ngọt ngào). Bên trong nghĩa trang, Eaton cho dựng rất nhiều tượng, tổng cộng trong 6 nghĩa trang Forest Lawn ở Nam California đã có tới 1.500 bức tượng trong đó có 10% là bảo sao của những tác phẩm nổi tiếng như tượng David của Michelangelo. Bức tranh Bữa ăn tối cuối cùng của Leonardo da Vinci cũng được tái hiện trên kính màu của Phòng tưởng niệm trong nghĩa trang. Tại nghĩa trang người ta còn cho xây dựng 3 nhà thờ, đây từng là nơi kết hôn của hơn 60.000 người trong đó có các đám cưới nổi tiếng như Ronald Reagan và Jane Wyman hay Regis Philbin và Joy Philbin.
Nghĩa trang Forest Lawn có diện tích tổng cộng 1,2 km², đã có trên 250.000 người được chôn cất tại đây và mỗi năm nó cũng đón hơn 1 triệu khách tham quan. Tuy nhiên mộ của một số nhân vật nổi tiếng như Humphrey Bogart, Lon Chaney và Mary Pickford được đặt trong các vườn kín không cho phép tham quan.

## Những người nổi tiếng an nghỉ tại nghĩa trang
(Mộ không cho phép tham quan có ký hiệu †.)
- †Humphrey Bogart, diễn viên
- †Nat King Cole, ca sĩ
- Michael Curtiz, đạo diễn
- Noah Dietrich, doanh nhân, người cộng tác chính của Howard Hughes
- Walt Disney, người sáng lập hãng phim The Walt Disney Company, ông được chôn cất bên cạnh cha mẹ là Elias Disney và Flora Call Disney
- Hubert Eaton, người sáng lập chuỗi nghĩa trang Forest Lawn
- Douglas Fairbanks, diễn viên (được chuyển tới Nghĩa trang Hollywood Forever năm 1941)
- Errol Flynn, diễn viên
- Tony Fontane, ca sĩ
- †Clark Gable, diễn viên
- John Gilbert, diễn viên
- †Samuel Goldwyn, người sáng lập hãng phim Paramount Pictures
- †Jean Harlow, diễn viên
- Jean Hersholt, diễn viên
- †Michael Jackson, ca sĩ
- Stan Laurel, diễn viên
- Mervyn LeRoy, đạo diễn và nhà sản xuất
- Harold Lloyd, diễn viên
- †Carole Lombard, diễn viên
- Ernst Lubitsch, đạo diễn
- Chico Marx, diễn viên
- Robert Millikan, nhà vật lý, giải Nobel Vật lý
- Vincente Minnelli, đạo diễn
- †Mary Pickford, diễn viên, đồng sáng lập hãng United Artists
- †David O. Selznick, nhà sản xuất phim, người sáng lập hãng Selznick International Pictures
- †Norma Shearer, diễn viên
- Max Steiner, nhà soạn nhạc
- James Stewart, diễn viên
- †Irving Thalberg, nhà sản xuất phim
- Spencer Tracy, diễn viên
- W.S. Van Dyke, đạo diễn
- Hal B. Wallis, nhà sản xuất phim
- Johnny "Guitar" Watson, nghệ sĩ nhạc R&B
- Sam Wood, đạo diễn
- William Wyler, đạo diễn
- Paul Walker, diễn viên phim:" Fast and Furious."